# Рожупе
Ро́жупе (латыш. Rožupe) — населённый пункт в Ливанском крае Латвии. Административный центр Рожупской волости. Находится у региональной автодороги P63 (Ливаны—Прейли) у места впадения реки Фейманки в Дубну. Расстояние до города Прейли составляет около 25 км.
По данным на 2018 год, в населённом пункте проживало 259 человек. Есть волостная администрация, начальная школа, дом культуры, библиотека, медицинский пункт, почта, магазин, несколько компаний.

## История
В советское время населённый пункт был центром Рожупского сельсовета Прейльского района. В селе располагалась центральная усадьба колхоза имени Ошкалнса.